# Дайдзирин
Дайдзирин (яп. 大辞林 «Большой лес слов») — толковый словарь японского языка средней категории, выпускаемый издательством «Сансэйдо» (三省堂). Образует в данной категории превосходящую остальных пару вместе со словарем «Кодзиэн» (広辞苑) издательства «Иванами сётэн» (岩波書店). В 2006 году, спустя 11 лет, был подвергнут ревизии, и, будучи объявленным как доступная и в Web «Dual Dictionary» (デュアル・ディクショナリー), демонстрирует новую активность. Печатное издание насчитывает 238 тысяч слов, Web-издание — около 265 тысяч.

## Описание

### Первое издание
3 ноября 1988 года в печати появилось первое издание. Планы об издании нового словаря, который составил бы конкуренцию Кодзиэну, возникли еще в 1959 году.

### Второе издание
3 ноября 1995 года в печати появилось второе издание. Объем включенных слов составил около 233 тысяч. Под названием «Super Daijirin» (яп. スーパー大辞林) словарь во втором издании распространялся также и на CD-ROM и в электронных словарях с добавлением неологизмов вплоть до итогового объема в около 250 тысяч слов. Во втором издании словарь опубликован и в Интернете посредством различных веб-сайтов, включая «Yahoo! JAPAN» и Excite (яп. エキサイト); таким образом, становясь доступным в самых разных форматах. Наконец, во втором издании он предлагается еще и на сайте «Sanseido WebDictionary» (яп. 三省堂WebDictionary) под названием «e-Jirin» (яп. e辞林).

### Третье издание
27 октября 2006 года появилось в печати третье издание. Объем включенных слов на этот раз составил около 238 тысяч, а размер — 2 976 страниц. Третье издание появилось на сцене вместе с новым экспериментом — объявлением о соединении Web- и печатной версий вместе под названием «Dual Daijirin» (яп. デュアル大辞林). В Web-издании обширно представлены неологизмы и прочие вещи, которые невозможно сразу отразить на бумаге. Третье издание доступно также на сайте Kotobank (яп. コトバンク).
К июлю 2015 года объем включенных слов составил 265 тысяч. К каждому добавленному неологизму прилагается указание того, когда именно это слово вошло в употребление. Синонимы отображаются в виде дерева с ответвлениями по смыслу.

## Хронология
- 3 ноября 1988 г. — выход в печать 1-го издания
- 3 ноября 1995 г. — выход в печать 2-го издания
- 27 октября 2006 г. — выход в печать 3-го издания

## Форматы издания
Печатные
Второе издание выходило как в общем формате (украшенном), так и в настольном. В настольном формате  издание выходило так же в трех томах; в 1997 году издавался и «Дайдзирин» с сортировкой по иероглифам и с обратной сортировкой (漢字引き・逆引き大辞林). Третье же издание существует на данный момент только в общем формате. Возможно присвоение имени личного или компании. При приобретении печатного третьего издания дается привилегия на сервис «Dual Dictionary».
Электронные
Доступны на нескольких интернет-порталах и словарных сайтах. На «Sanseido WebDictionary» после регистрации учетной записи становятся доступны разные словари, включая «Super Daijirin». Есть в электронных словарях от Casio и Canon. Выпущен был и для программы AirDictionary под PDA. Второе издание, со звуковыми файлами, было на CD-ROM под названием «Onsei-Tsuki CD-ROM: Super Daijirin — Concise Katakana-Go Jiten» (音声付きCD-ROM スーパー大辞林・コンサイスカタカナ語辞典); третье издание в виде электронного словаря вышло в продажу 27 апреля 2007 года от «Дэнси дзитэн» (株式会社電子辞典). Редактор метода ввода для японского языка от Ergosoft (エルゴソフト) «egbridge Universal 2» по умолчанию в качестве новейших словарей имел англо-японский и японо-английский «Wisdom» (ウィズダム英和・和英辞典) и вместе с ним и «Дайдзирин». С 5 декабря 2008 года от MONOKAKI (物書堂) есть версия под iPhone и iPod touch. С 30 июня 2011 года поддержка расширилась и до iPad.
Наконец, от JustSystems (ジャストシステム) Дайдзирин находится в продаже в качестве электронного словаря, предназначенного для редактора метода ввода ATOK.